# Rhododendron miniatum
Rhododendron miniatum är en ljungväxtart som beskrevs av John Macqueen Cowan. Rhododendron miniatum ingår i släktet rododendron, och familjen ljungväxter. Inga underarter finns listade i Catalogue of Life.